# Верхній Нагольчик
Ве́рхній Наго́льчик – селище в Україні, в Антрацитівській міській громаді Ровеньківського району Луганської області.

## Населення

### Мова
Розподіл населення за рідною мовою за даними перепису 2001 року:
| Мова            | Кількість | Відсоток |
| --------------- | --------- | -------- |
| російська       | 1073      | 53.07%   |
| українська      | 945       | 46.74%   |
| білоруська      | 1         | 0.05%    |
| вірменська      | 1         | 0.05%    |
| інші/не вказали | 2         | 0.09%    |
| Усього          | 2022      | 100%     |

## Географія
Розташоване на річці Нагольчик (притока Міусу), за 2,5 км від міста Антрацит, за 5 км від залізничної станції Антрацит та за 92 км від Луганська.

## Відомі мешканці
- Антоненко Борис Іванович (1927) — сліпий бандурист та кобзар.